# Belarussian Badminton
Belarussian Badminton is de nationale badmintonbond van Wit-Rusland.
De huidige president van de Wit-Russische bond is Vladimir Chernicov, hij is de president van een bond met 645 leden. De bond is sinds 1992 aangesloten bij de Europese Bond.